# Harold Peary
Harold Peary, właśc. Harrold Jese Pereira de Faria (ur. 25 lipca 1908 w San Leandro, zm. 30 marca 1985 w Torrance) – amerykański aktor filmowy, telewizyjny, radiowy, komik, piosenkarz i osobowość radiowa.

## Filmografia
Seriale
- 1951: Schlitz Playhouse of Stars
- 1960: My Three Sons jako Joe
- 1964: Rodzina Addamsów jako Doktor Brown
- 1969: The Brady Bunch jako Pan Goodbody

Filmy
- 1941: Look Who's Laughing jako Throckmorton P. Gildersleeve
- 1944: Road to Victory jako Pan Giles
- 1956: Wetbacks jako Juan Ortega
- 1968: Piknik jako Harold, portier

## Wyróżnienia
Posiada dwie gwiazdy na Hollywoodzkiej Alei Gwiazd.